# 자율 시스템
인터넷 내에서 자율 시스템(영어: Autonomous System, AS)은 인터넷에 대한 라우팅 정책을 대표하는 하나 이상의 네트워크 운영자의 통제 하에서 각기 연결된 인터넷 프로토콜(IP) 라우팅 접두사(prefix)들의 모임이다.
ISP에서 지원하는 자율 시스템이 여러 개 있을 수 있으나 인터넷은 ISP의 라우팅 정책만을 주시한다. 이 ISP는 공식적으로 등록된 ASN(자율 시스템 번호, Autonomous System Number)을 소유하고 있다.
고유의 ASN은 BGP 라우팅에서 사용하기 위해 개별 AS에 할당된다. AS 번호는 인터넷 상의 개별 네트워크를 고유하게 식별하므로 중요하다.
2007년까지 AS 번호는 16비트(최대 65536개)로 할당되었다. 그 뒤 RFC 4893은 32비트 AS 번호를 도입하였다.
인터넷의 라우팅 시스템에서 각기 고유한 자율 네트워크의 수는 1999년 5,000개를, 2008년에는 30,000개를, 2010년 중반에는 35,000개를, 2012년 말에는 42,000개를 초과하였다.

## 종류
- 멀티호밍 자율 시스템: 하나 이상의 다른 AS에 대한 연결을 관할하는 AS.
- 스텁(stub) 자율 시스템: 하나의 다른 AS에만 연결되어 있는 AS.
- 트랜짓(transit) 자율 시스템: 자신을 다른 네트워크들과 연결하는 기능을 제공하는 AS.

## 같이 보기
- RADB

## 참조
1. ↑  RFC 1930, Section 3
2. ↑  Tony Bates, Philip Smith, Geoff Huston. “CIDR report”. 2010년 9월 17일에 확인함.